# Éditions Rombaldi
Les éditions Rombaldi sont une maison d'édition française aujourd'hui disparue, fondée par Toussaint Rombaldi (1885-1938).

## Historique
Juste après la Première Guerre mondiale, Toussaint Rombaldi commence comme libraire au 28 rue Jacob, puis soldeur de livres à Paris : installé en 1933 au 222 puis au 184 boulevard Saint-Germain, il fonde une maison d'édition un an plus tôt en rachetant des fonds : d'abord celui des éditions Mornay et une partie du Trianon (1933, fondées par Stanislas Kahan) puis celui des éditions de La Sirène (1937).
Cette nouvelle maison publie par ailleurs des textes classiques ou contemporains à caractère bibliophilique. La collection « Baldi » est déclinée en plusieurs sous-collections : « Bibliothèque des lettrés », « Les contemporains »… Les livres, imprimés sur vergé de Voiron, sont numérotés et souvent illustrés par des artistes de l'époque (Guy Arnoux, Antoine Calbet, Édouard Chimot, Edgar Chahine, Alméry Lobel-Riche, Albert Marquet, Bernard Naudin…).
Toussaint Rombaldi meurt le 9 juillet 1938.
En 1941, les éditions du Chêne fondées par Maurice Girodias confie leur fonds à Rombaldi.
À partir des années 1960, les éditions Rombaldi publient la collection du « Club des Classiques »,, réunissant plus de cinquante grands textes de la littérature mondiale (de Ronsard jusqu'à Tchekhov en passant par Tocqueville), préfacés par des auteurs renommés (tel Fernand Braudel) et dans une reliure ornée au fer à dorer du XVIIIe siècle.
La maison publie aussi en édition de luxe la « Collection des prix Nobel de littérature » — prix Nobel jusqu'en 1970, année d'arrêt de la collection —, des auteurs contemporains tels Hervé Bazin, Jacques Chessex, Serge Rezvani, etc., dans la collection « Bibliothèque du temps présent » ou dans la collection « Bibliothèque des chefs-d'œuvre » (Présence de la littérature) (Albert Camus, André Malraux, Antoine de Saint-Exupéry, Jean-Paul Sartre).

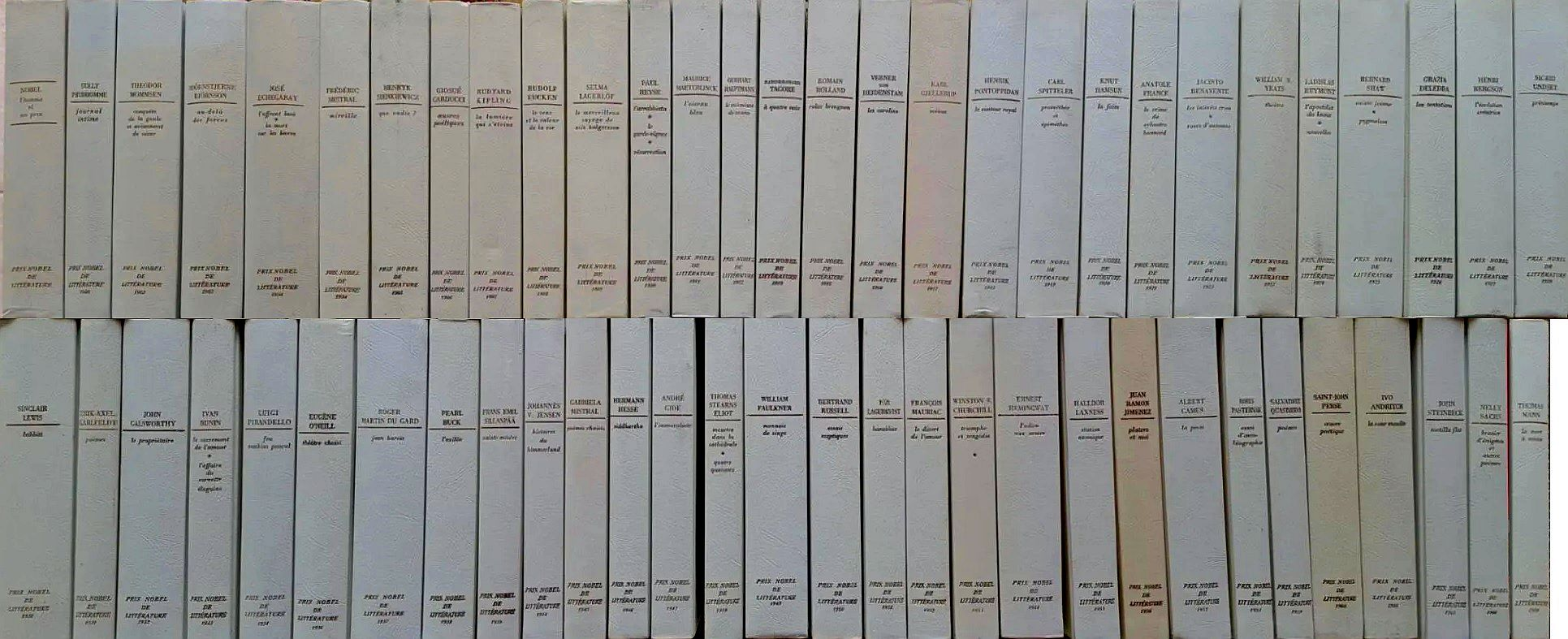
la « Collection des prix Nobel de littérature »

Les éditions Rombaldi se spécialisent dans les années 1970 dans la vente par correspondance d'éditions de luxe, notamment à partir de 1973 d'intégrales de bandes dessinées dont les droits étaient détenus par d'autres éditeurs (Dargaud, Dupuis, Casterman, Fluide glacial…).
Racheté par La Redoute (65 %) et par le groupe Gallimard (35 %) en 1974, la maison passe sous le contrôle d'Hachette en 1988 qui, peu à peu, abandonne la commercialisation des collections.
Parmi les auteurs édités, on trouve Franquin, Hergé, Greg, Gotlib, Peyo, Gérard Lauzier, Claire Bretécher, etc. ; parmi les intégrales : Achille Talon, Buck Danny, Blake et Mortimer, Astérix, Les Aventures de Tintin, Lucky Luke, Iznogoud, Les Schtroumpfs, Mac Coy, Jonathan Cartland, La Jungle en folie, Les Pieds Nickelés, Alix, Yoko Tsuno, Les Tuniques bleues, Michel Vaillant, Boule et Bill, Spirou et Fantasio (1993), Gil Jourdan (1995) ; parmi les compilations : Chefs-d'œuvre de la BD érotique, Histoire de France en bandes dessinées Larousse, etc.

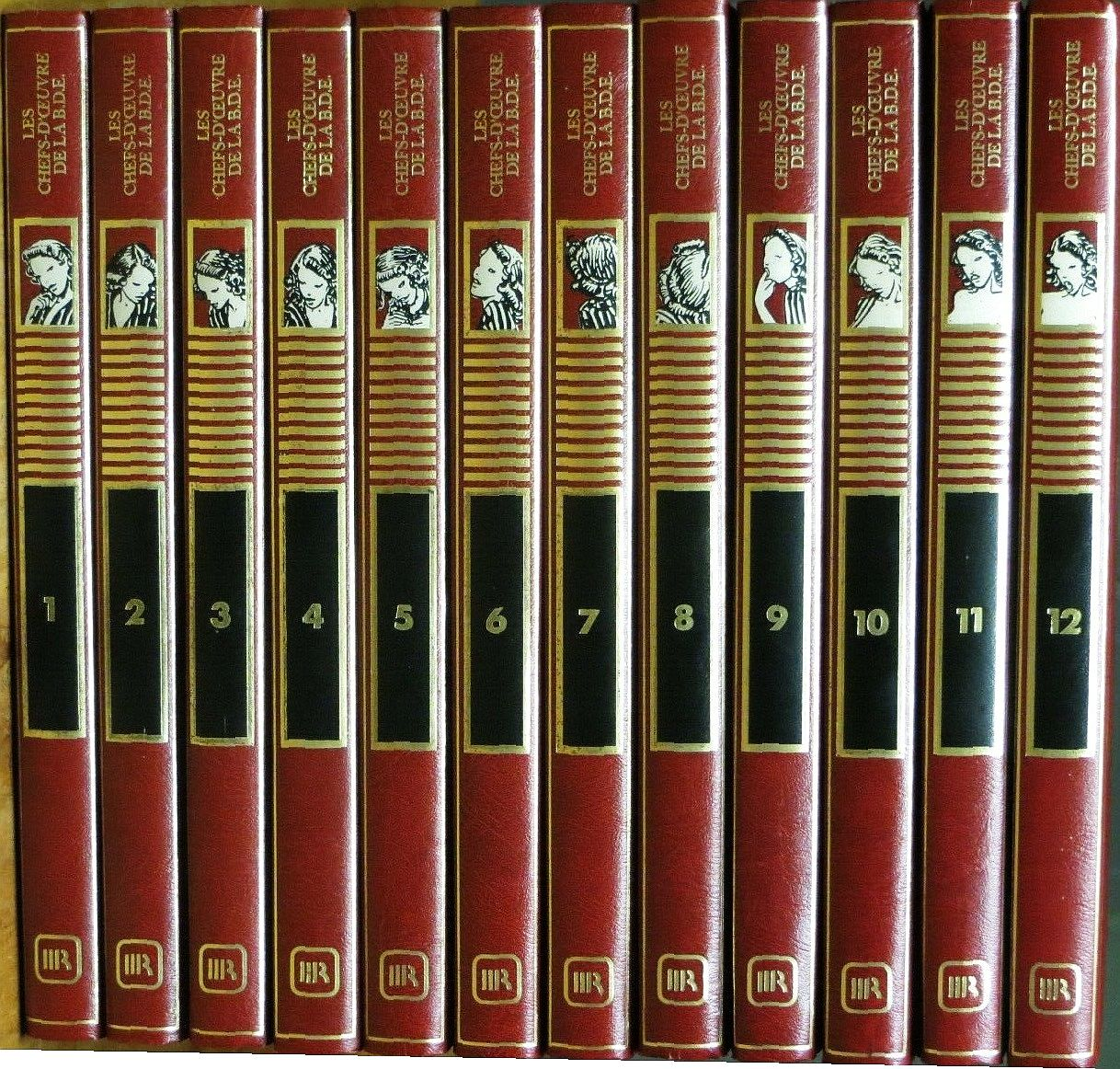
Chefs-d'œuvre de la BD érotique.
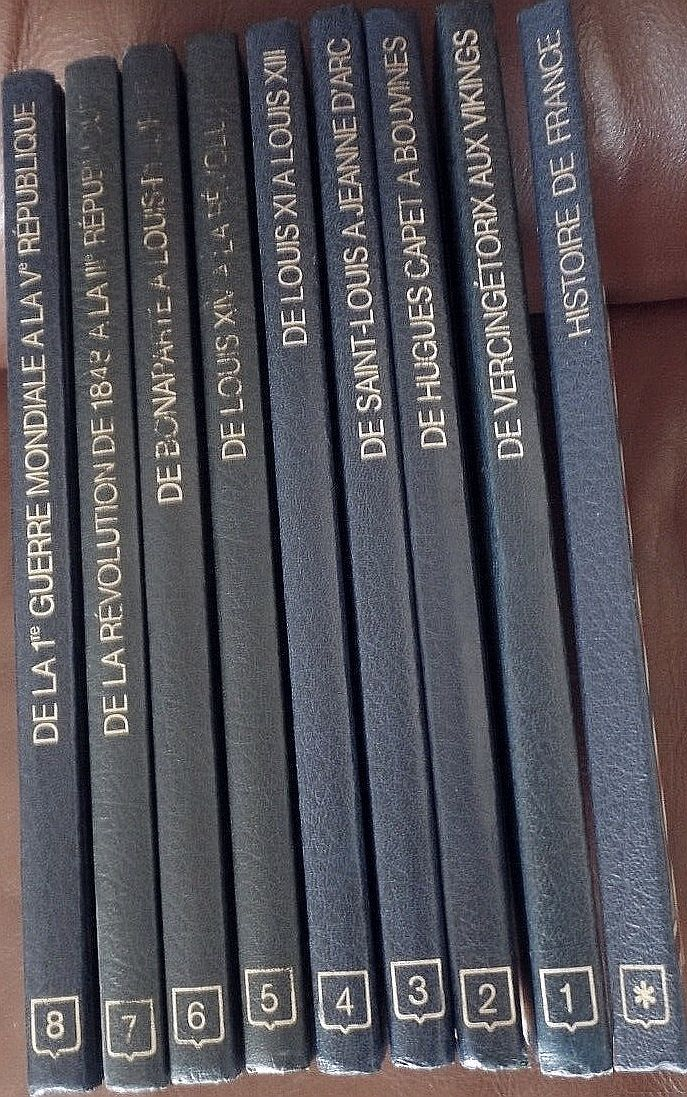
Histoire de France en bandes dessinées Larousse.

La société Éditions Rombaldi a été radiée du registre du commerce le 27 janvier 1996.